# Песенка для канарейки
«Песенка для канарейки» — белорусский мультфильм, выпущенный в 2002 году киностудией Беларусьфильм. Фильм участвовал в конкурсной программе фестивалей Суздаль-2003, Annecy 2002.

## Сюжет
Очень простая история про поющую свою песенку птичку-канарейку, которая однажды убежала из клетки. Певучесть канарейки, её необычная окраска вызвали неприязнь воробьиной стаи. Расправу над канарейкой предотвратила старая ворона. Она взяла певчую птицу под свою опеку, хотя и сама не считала её настоящей птицей. Канарейки так и не смогла доказать вороне своё птичье происхождение и принять суровые законы жизни на воле. Она вынуждена была вернуться в клетку, где не надо заботиться о пропитании и отстаивать свою правоту.

## Создатели
| Режиссёр                | Елена Петкевич                                                   |
| Сценарист               | Елена Петкевич                                                   |
| Художник-постановщик    | Д. Махомет                                                       |
| Художник-аниматор       | Владимир Петкевич, Олег Марченко                                 |
| Оператор                | Юрий Мильтнер                                                    |
| Композитор              | Е. Молодов                                                       |
| Художник                | Е. Лапотко, Н. Костюченко, Н. Зиновьева, А. Жуковина, А. Орленко |
| Роли озвучивали         | Н. Фомина, Андрей Волков                                         |
| Техническое обеспечение | Валерий Козлов, П. Ходосовский                                   |
| Цветоустановка          | Т. Алексеева                                                     |
| Звукооператор           | Андрей Волков                                                    |
| Редактор                | Дмитрий Якутович                                                 |
| Директор                | Леонарда Зубенко                                                 |